# Рид (Меринг)
Рид (њем. Ried) општина је у њемачкој савезној држави Баварска. Једно је од 24 општинска средишта округа Ајхах-Фридберг. Према процјени из 2010. у општини је живјело 2.870 становника. Посједује регионалну шифру (AGS) 9771160.

## Географски и демографски подаци
Рид се налази у савезној држави Баварска у округу Ајхах-Фридберг. Општина се налази на надморској висини од 526 метара. Површина општине износи 29,2 km². У самом мјесту је, према процјени из 2010. године, живјело 2.870 становника. Просјечна густина становништва износи 98 становника/km².